# دلون (مینه‌سوتا)
دلون، مینه‌سوتا (به انگلیسی: Delavan, Minnesota) یک شهر در ایالات متحده آمریکا است که در مینه‌سوتا واقع شده‌است.

## خصوصیات
دلون ۲٫۷۵ کیلومترمربع مساحت و ۱۷۹ نفر جمعیت دارد و ۳۲۴ متر بالاتر از سطح دریا واقع شده‌است.